# Cristóbal Este
Cristóbal Este es un corregimiento del distrito de Colón, en la provincia de Colón, República de Panamá. Su creación fue establecida mediante Ley 20 del 30 de septiembre de 2014 segregándose del corregimiento de Cristóbal, no obstante, la norma indicaba que el corregimiento entraría en existencia el 2 de mayo de 2019; pero por la Ley 65 del 22 de octubre de 2015, su fundación fue adelantada al 2 de mayo de 2017. Su cabecera es Los Lagos.